# Leo Komarov
Leonid Aleksandrovitj "Leo" Komarov, ryska: Леонид Александрович Комаров, också kallad "Leksa", född 23 januari 1987 i Narva, Estland, är en finlandssvensk professionell ishockeyspelare som spelar för Luleå Hockey i SHL (SHL). 
Han har tidigare spelat på NHL-nivå för Toronto Maple Leafs och New York Islanders samt för Dynamo Moskva i KHL och Pelicans och Ässät i Liiga.

## Klubblagskarriär

### Juniortiden
Komarov inledde sin karriär som junior i de österbottniska föreningarna Munsala IK, Jeppis Hockey, Hermes och Sport. 

### Ässät och Pelicans
Från Ässäts juniorlag tog han steget upp till FM-ligan under säsongen 2005–06. Han gjorde bara en säsong i Ässät och vann silver med klubben 2006.
Han värvades av Lahtis Pelicans 2006 och gjorde tre säsonger där.

### Dynamo Moskva
Mellan 2009 och 2012 spelade han för Dynamo Moskva i KHL och han vann Gagarin Cup med klubben 2012.

### Toronto Maple Leafs
Komarov draftades som 180:e spelare totalt i NHL-draften 2006 av Toronto Maple Leafs. 
Efter vinsten i Gagarin Cup med Moskva 2012 inledde han säsongen med Toronto Marlies i AHL säsongen 2012–13, men kallades upp efter 14 matcher och debuterade i NHL samma säsong.
Under sin första säsong i NHL spelade han 42 matcher och gjorde 9 poäng. Säsongen 2013–14 valde han dock att återvända till KHL och Dynamo Moskva, där han bara gjorde en säsong innan han var tillbaka i Toronto igen. 
Totalt gjorde han, mellan 2012 och 2018, 122 poäng på 327 matcher med Maple Leafs.  

### New York Islanders
Den 1 juli 2018 skrev han som free agent på ett fyraårskontrakt värt 12 miljoner dollar med New York Islanders.

### SKA Sankt Petersburg
Den 15 november 2021 skrev Komarov på ett tvåårskontrakt med ryska SKA Sankt Petersburg i Kontinental Hockey League (KHL).

### Luleå Hockey
Till säsongen 2022-23 bröt Komarvo kontraktet med SKA Sankt Petersburg och skrev på för Luleå Hockey. Kontraktet sträcker sig över säsongen 2022-23.

## Landslagskarriär
Leo Komarov vann VM-brons med Finlands juniorlag 2006 efter att ha besegrat USA med 4-2. Året efter agerade Leo kapten och förde Finlands juniorer till kvartsfinal i Stockholm.
Komarov kallades in som 13:e anfallare till VM 2009 i Zürich efter att Olli Jokinen tackat nej till spel. Han debuterade 22 år gammal i VM-sammanhang mot Tjeckien. I VM-turneringen blev han en favorit hos de finska fansen och spelade bättre än vad många hade trott. 
Under VM 2010 gjorde han ett viktigt mål mot USA vilket innebar att Finland slapp kvala.
I VM 2011 fick han sitt efterlängtade VM-guld.

## Privatliv
Komarov är uppvuxen i Nykarleby och talar svenska som modersmål. Han har också två bröder, Daniel (f.1993) och Oskar (f.2003).

## Statistik

### Klubbkarriär
| 2005–06         | Ässät               | SM-liiga        | 44  | 3  | 3   | 6   | 106 | 14 | 1  | 3 | 4  | 22 |
| 2006–07         | Pelicans            | SM-liiga        | 49  | 3  | 9   | 12  | 108 | 6  | 1  | 0 | 1  | 6  |
| 2007–08         | Pelicans            | SM-liiga        | 53  | 4  | 10  | 14  | 76  | 6  | 1  | 1 | 2  | 8  |
| 2008–09         | Pelicans            | SM-liiga        | 56  | 8  | 16  | 24  | 144 | 10 | 0  | 1 | 1  | 16 |
| 2009–10         | Dynamo Moskva       | KHL             | 47  | 5  | 11  | 16  | 44  | 4  | 0  | 1 | 1  | 16 |
| 2010–11         | Dynamo Moskva       | KHL             | 52  | 14 | 12  | 26  | 70  | 6  | 4  | 2 | 6  | 2  |
| 2011–12         | Dynamo Moskva       | KHL             | 46  | 11 | 13  | 24  | 58  | 20 | 5  | 2 | 7  | 49 |
| 2012–13         | Dynamo Moskva       | KHL             | 13  | 2  | 8   | 10  | 42  | —  | —  | — | —  | —  |
| 2012–13         | Toronto Marlies     | AHL             | 14  | 6  | 3   | 9   | 22  | —  | —  | — | —  | —  |
| 2012–13         | Toronto Maple Leafs | NHL             | 42  | 4  | 5   | 9   | 18  | 7  | 0  | 0 | 0  | 17 |
| 2013–14         | Dynamo Moskva       | KHL             | 52  | 12 | 22  | 34  | 42  | 7  | 3  | 1 | 4  | 22 |
| 2014–15         | Toronto Maple Leafs | NHL             | 62  | 8  | 18  | 26  | 18  | —  | —  | — | —  | —  |
| 2015–16         | Toronto Maple Leafs | NHL             | 67  | 19 | 17  | 36  | 40  | —  | —  | — | —  | —  |
| 2016–17         | Toronto Maple Leafs | NHL             | 82  | 14 | 18  | 32  | 31  | 6  | 0  | 1 | 1  | 2  |
| 2017–18         | Toronto Maple Leafs | NHL             | 74  | 7  | 12  | 19  | 31  | 2  | 0  | 0 | 0  | 0  |
| 2018–19         | New York Islanders  | NHL             | 82  | 6  | 20  | 26  | 42  | 8  | 1  | 1 | 2  | 8  |
| 2019–20         | New York Islanders  | NHL             | 48  | 4  | 10  | 14  | 10  | 17 | 1  | 2 | 3  | 2  |
| 2020–21         | New York Islanders  | NHL             | 33  | 1  | 7   | 8   | 15  | 19 | 0  | 3 | 3  | 14 |
| 2021–22         | New York Islanders  | NHL             | 1   | 0  | 0   | 0   | 2   | —  | —  | — | —  | —  |
| KHL totalt      | KHL totalt          | KHL totalt      | 210 | 44 | 66  | 110 | 256 | 37 | 12 | 6 | 18 | 89 |
| NHL totalt      | NHL totalt          | NHL totalt      | 491 | 63 | 107 | 170 | 207 | 59 | 2  | 7 | 9  | 45 |
| SM-liiga totalt | SM-liiga totalt     | SM-liiga totalt | 202 | 18 | 38  | 56  | 434 | 36 | 3  | 5 | 8  | 52 |

### Internationellt
| År   | Lag        | Turnering |    | Matcher | Mål | Assist | Poäng | Utv |
| ---- | ---------- | --------- | -- | ------- | --- | ------ | ----- | --- |
| 2006 | Finland    | JVM       | 7  | 0       | 3   | 3      | 32    |     |
| 2007 | Finland    | JVM       | 6  | 2       | 1   | 3      | 16    |     |
| 2009 | Finland    | VM        | 5  | 0       | 1   | 1      | 4     |     |
| 2010 | Finland    | VM        | 7  | 1       | 0   | 1      | 0     |     |
| 2011 | Finland    | VM        | 8  | 0       | 2   | 2      | 2     |     |
| 2012 | Finland    | VM        | 10 | 1       | 0   | 1      | 4     |     |
| 2014 | Finland    | OS        | 6  | 0       | 0   | 0      | 0     |     |
| 2014 | Finland    | VM        | 10 | 1       | 2   | 3      | 6     |     |
| 2015 | Finland    | VM        | 7  | 2       | 1   | 3      | 29    |     |
|      | JVM totalt |           | 13 | 2       | 4   | 6      | 48    |     |
|      | VM totalt  |           | 47 | 5       | 6   | 11     | 45    |     |